# Sacramento Monarchs 2006
La stagione 2006 delle Sacramento Monarchs fu la 10ª nella WNBA per la franchigia.
Le Sacramento Monarchs arrivarono seconde nella Western Conference con un record di 21-13. Nei play-off vinsero la semifinale di conference con le Houston Comets (2-0), la finale di conference con le Los Angeles Sparks (2-0), perdendo poi la finale WNBA con le Detroit Shock (3-2).

## Roster
| N° | Naz.                   | Ruolo | Sportivo          | Anno | Alt. | Peso |
| -- | ---------------------- | ----- | ----------------- | ---- | ---- | ---- |
| 4  | Stati Uniti (bandiera) | G     | Kristin Haynie    | 1983 | 175  | 67   |
| 5  | Stati Uniti (bandiera) | G     | Scholanda Dorrell | 1983 | 180  | 68   |
| 7  | Stati Uniti (bandiera) | AC    | Erin Buescher     | 1979 | 191  | 77   |
| 8  | Canada (bandiera)      | A     | Kim Smith         | 1984 | 183  | 70   |
| 9  | Mali (bandiera)        | GA    | Hamchétou Maïga   | 1978 | 185  | 73   |
| 14 | Stati Uniti (bandiera) | A     | Nicole Powell     | 1982 | 191  | 77   |
| 20 | Stati Uniti (bandiera) | G     | Kara Lawson       | 1981 | 173  | 75   |
| 21 | Portogallo (bandiera)  | G     | Ticha Penicheiro  | 1974 | 180  | 72   |
| 22 | Stati Uniti (bandiera) | A     | DeMya Walker      | 1977 | 191  | 76   |
| 32 | Stati Uniti (bandiera) | A     | Rebekkah Brunson  | 1981 | 191  | 82   |
| 33 | Stati Uniti (bandiera) | C     | Yolanda Griffith  | 1970 | 193  | 79   |
| 51 | Stati Uniti (bandiera) | AC    | Brittany Wilkins  | 1983 | 193  | 82   |

## Staff tecnico
- Allenatore: John Whisenant
- Vice-allenatori: Monique Ambers, Tom Abatemarco, Steve Shuman
- Preparatore atletico: Jill Jackson
- Preparatore fisico: Jeff Boe-Hagelis